# Língua movima
A língua movima é uma língua falada na região do Yacuma, na Bolívia amazônica. O movima ainda é considerado uma língua isolada, visto que não apresenta nenhum parentesco com outras línguas da região, apesar de algumas similaridades lexicais com o itonama. O idioma conta com cerca de 1 452 falantes, em sua maioria de forma bilíngue juntamente com o espanhol. A UNESCO aponta o movima como uma língua “em perigo severo”, isto é, falado por gerações mais velhas, entendido por gerações adultas e não transmitido para as gerações mais novas. O idioma é uma das línguas indígenas oficiais da Bolívia, desde a promulgação do Decreto nº 25894 no ano 2000.

## Língua e Sociedade

### Falantes
A língua movima é falada pelo povo Movima, um povo indígena que vive na Amazônia boliviana e teve seu primeiro contato com “os brancos” (europeus jesuítas, ou karayanas, como eram chamados pelo povo) por volta de 1621.
Os falantes de movima se preocupam com a língua, fato evidenciado pelo cuidado com a preservação da pureza linguística do idioma, e pela inexistência de code-switching. Há, entretanto, uma grande variedade de empréstimos do espanhol na língua movima, principalmente em termos que demonstram aspectos culturais europeus.
Apesar desse fato, de uma população total de 6 516 pessoas, 76,4% dos Movima possuem o espanhol castelhano como língua única, 22,5% é bilíngue em movima e castelhano e apenas 0,5% é monolíngue em movima, em sua maioria acima de 45 anos. Isso provavelmente é reflexo das reformas educacionais de 1955, quando as crianças passaram a ser educadas em espanhol, o que levou muitas pessoas a não passarem a língua para seus filhos. Assim, há pessoas entre 20 e 40 anos que entendem a língua mas não são capazes de reproduzi-la. No entanto, desde a reforma de 1992, os infantes bolivianos devem aprender suas línguas ancestrais na escola, o que é uma esperança para o povo, mesmo que não sejam visíveis resultados muito efetivos ainda.

### Distribuição Geográfica

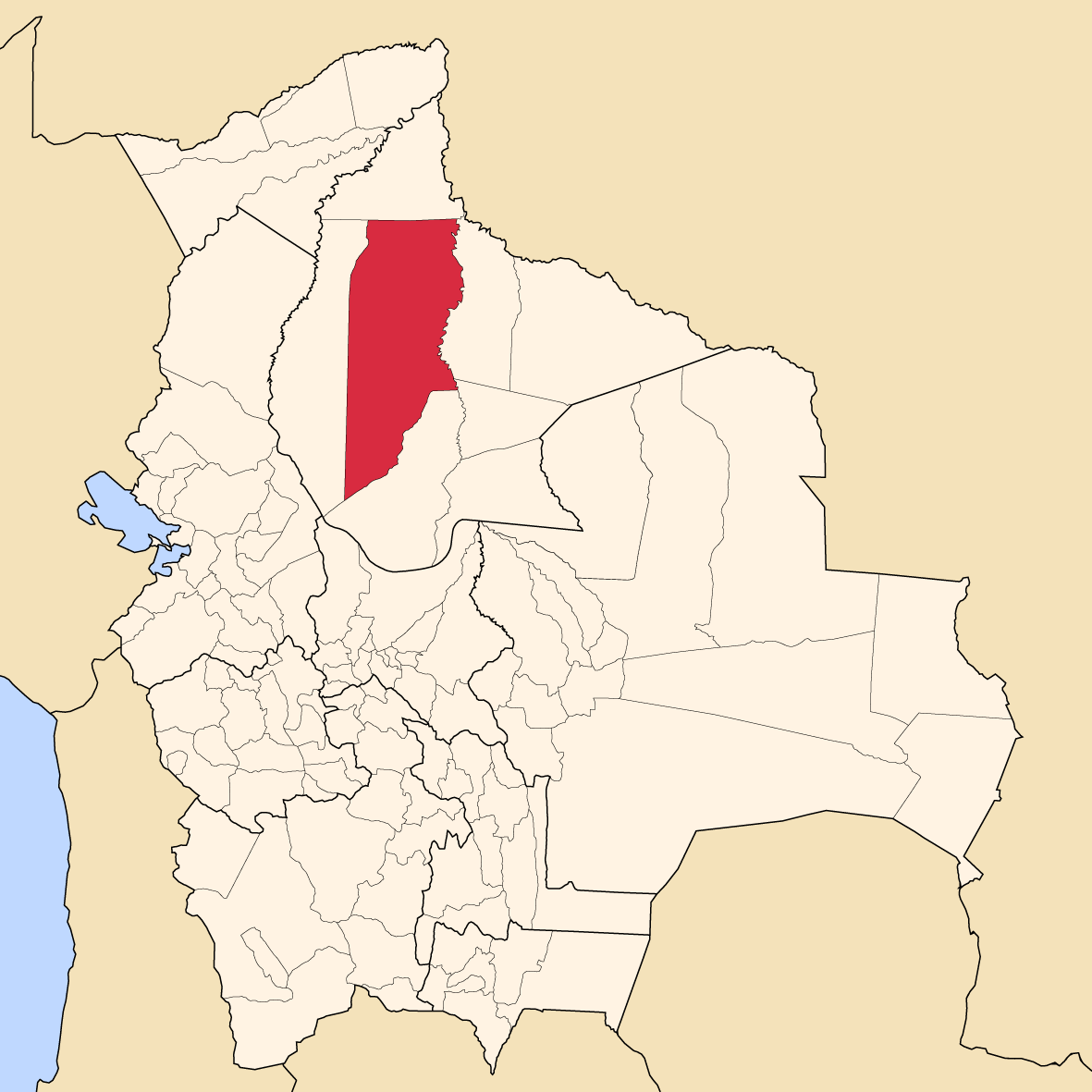
Província do Yacuma, no Beni

O movima é falado, principalmente, na região de Santa Ana del Yacuma, no departamento do Beni, na Bolívia. Há muitas comunidades movimas espalhadas entre os distritos de Santa Ana del Yacuma, Exaltación, San Joaquín e San Ignacio, além de ao longo de alguns rios. A área habitada por esse povo é próxima da original, anterior ao contato europeu; ela é coberta, além de uma parte da floresta Amazônica, de savanas e pântanos. Os vizinhos mais próximos dos Movimas são os Mojos ao sul, com sua língua moxo, da família arawak, e os cayuvava e canichanas ao norte e leste, com línguas isoladas.

### Etimologia
O termo movima (pronunciado [mo’ima] em espanhol) refere-se, originalmente, ao grupo étnico que fala a língua (mowi:maj, pronunciado [m'wi:mah] no idioma nativo). Em movima, a língua é chamada de chonsine (traduzido como 'língua nativa'), ou mais especificamente de chonsine di’ mowi:maj ('língua nativa Movima').
Movima é o único nome conhecido para a língua, contando apenas com algumas diferenças ortográficas na literatura. Já foi chamada de moyma ou moima, no primeiro registro escrito, de 1621, e também de mobima, por Créqui-Montfort & Rivet, em 1914. Todas essas formas de representação do nome encontram-se próximas em pronúncia, visto que <v> e <b> no espanhol representam o mesmo fonema.
Não foi detectada nenhuma variação ou dialeto da Movima.

### História
Os primeiros materiais que podem ser encontrados sobre o movima são listas de palavras e frases: Hervás y Panduro, de 1787; D'Orbigny, de 1838; Heath, de 1883; Cardús, de 1886; Chamberlain, de 1910; Créqui-Montfort & Rebite, de 1914; e del Castillo, de 1929.
Ao longo da década de 1960, o idioma foi estudado por Robert e Judith Judy do SIL International. Suas contribuições incluem uma lista de palavras com um esboço gramatical (1962a), um esboço do inventário de fonemas (1962b), dois artigos sobre temas específicos (J. Judy 1965 e R. Judy 1965), e uma gramática tagmêmica (1965 e 1967).
Houve uma campanha de alfabetização em 1995, o que renovou o interesse sobre a língua. Colette Grinevald, que liderava o projeto, publicou um artigo sobre classificadores de substantivos em movima. Foram feitos workshops, os quais colaboraram para a formação de um alfabeto para o idioma e resultaram na publicação de uma coletânea de histórias em movima (Ministerio de Desarrollo Sostenible y Planificación 1998) e em um curso livro de introdução ao alfabeto (Ministerio de Educación et al. 2003).
Katharina Haude fez sua dissertação de doutorado sobre a língua, estudando ao fundo suas formações, e passou a ser uma base muito forte de estudo acerca do Movima.

## Fonologia

### Vogais
Há cinco vogais em movima:
|         | Anterior | Central | Posterior |
| ------- | -------- | ------- | --------- |
| Fechada | i        |         | u         |
| Média   | e        |         | o         |
| Aberta  |          | a       |           |

As vogais /e/ e /o/ possuem qualidades que recaem entre abertas e fechadas. /e/ está mais perto de [ε] do que [e], e /o/ se aproxima mais de [ɔ] do que de [o].
Há dois tipos de duração de vogal em movima: a primeira, alongamento causado por fatores prosódicos, ocorre na penúltima sílaba da palavra, e a segunda, duração fonêmica, ocorre quando uma vogal longa é colocada em uma posição onde é esperado haver uma vogal curta. (Também há o caso de uma vogal curta ser colocada em uma posição longa).

### Consoantes
|                     |                     | Labial | Alveolar | Palatal | Velar | Velar | Labiovelar | Glotal |
| simp.               | lab.                | Labial | Alveolar | Palatal |       |       | Labiovelar | Glotal |
| ------------------- | ------------------- | ------ | -------- | ------- | ----- | ----- | ---------- | ------ |
| Nasal               | Nasal               | m      | n        |         |       |       |            |        |
| Oclusiva            | pulmônica           | p      | t        |         | k (ɡ) | kʷ    |            |        |
| Oclusiva            | implosiva           | ɓ      | ɗ        |         |       |       |            |        |
| Africada            | Africada            |        |          | tʃ      |       |       |            |        |
| Fricativa           | Fricativa           | β (f)  | s        |         |       |       |            | h      |
| Fricativa lateral   | Fricativa lateral   |        | ɬ        |         |       |       |            |        |
| Aproximante         | Aproximante         |        |          | j       |       |       | w          |        |
| Aproximante lateral | Aproximante lateral |        | l        |         |       |       |            |        |
| Vibrante            | Vibrante            |        | r        |         |       |       |            |        |

A consoante /p/ é realizada como [p], mas, em coda, pode realizar [pʔᵐ]. Do mesmo modo, /t/ é [t], mas em coda, assume [tʔⁿ], e /k/ é [k] mas assume [ʔɤ].
/f/ e /g/ aparecem apenas em palavras e fonemas derivados do espanhol, e são pronunciados [f] e [g].
/kʷ/ [kʷ], /tʃ/ [tʃ], /b/ [ɓ], /d/ [d], /β/ [β], /s/ [s], /h/ [h], /ɬ/ [ɬ], /m/ [m], /n/ [n], /l/ [l], /r/ [r] ou [ɗ], /w/ [u], e /j/ [i] possuem, no geral, apenas uma posição.
Outro som possível é o glide palatal glotalizado, o /jʔ/ [jʔ], o qual ocorre apenas em coda e normalmente após a vogal /a/.

### Estrutura Silábica
Há duas estruturas silábicas fundamentais: CV (aberta) e CVC (fechada). Duas consoantes adjacentes podem ocorrer se distribuídas entre duas sílabas, em caso de, por exemplo, coda e onset. Uma exceção seria quando o demonstrativo da final de uma consoante é combinado com o determinante encliticizado /s/, que é realizado como [h]. No caso de palavras espanholas que possuem duas consoantes adjacentes em uma mesma sílaba, há a adição de uma vogal epentética, assim como o marco oblíquo /n/, com uma só consoante.
Haude afirma que não há elementos iniciados por vogais em movima, visto que em todas as palavras com vogais no início há a oclusiva glotal, mesmo naquelas vindas do espanhol.
a. /'a:na/ ['ʔa:na] (meu irmão [neutro] mais novo)
b. /'e:an/ ['ʔε:ɬan] (teu nome)
c. /empa'na:da/ [ʔεmpa'na:ɗa] (empanada)
Quando duas vogais se encontram juntas, elas são separadas por uma oclusiva glotal.
a. /'salna=n--us/ ['salnanus] (Você procura por ele.)
b. /'salna--us/ ['salnaʔus] (Eu procuro por ele.)

#### Estrutura de palavras independentes
Todas as palavras precisam ter tamanho mínimo, mas não há, realmente, restrições contra o número máximo de sílabas. Partículas e conjunções podem ser monossilábicas. Palavras que expressam conteúdo normalmente são dissilábicas, a primeira sendo pesada foneticamente.
a. /ban/ (mas)
b. /tʃot/ (muito/mesmo)
c. /tʃe/ (e)
d. /bo/ (porque)
f. /ta.na.ri.sa.tʃa.'je:.pa/ (cabeleireiro)
g. /'to:mi/ ['tɔ:mi] (água)
h. /'hu:e/ ['hu:βε] (buraco)

### Elementos supra-segmentares
Sílaba tônica. O estresse normalmente recai sobre a penúltima sílaba da palavra, salvo os casos terminados em oclusiva glotal ou plosivo anasalado, quando o estresse recai sobre a última sílaba. O estresse secundário é mais complicado, já que as qualidades morfológicas das palavras influenciam nessa característica.
Duração. Há duas regras gerais: quando a penúltima sílaba de uma palavra é aberta, ela é alongada; todas as outras sílabas são curtas. Exceções, no entanto, são comuns (como quando há cliticização interna à penúltima sílaba).
Entonação. A entonação em movima é muito importante na parte das perguntas, principalmente. Muitas não são sinalizadas com uma marca específica escrita, e sim na entonação.

## Ortografia
Uma ortografia foi desenvolvida por falantes da língua Movima em um workshop de alfabetização em 1994, a qual é apresentada a seguir. Originalmente, um modelo de ortografia foi proposto por Judy e Judy, em 1962, e esse modelo foi base para esse workshop.

### Vogais
| Vogal | Ortografia |
| ----- | ---------- |
| /.i/  | ⟨i⟩        |
| /e/   | ⟨e⟩        |
| /a/   | ⟨a⟩        |
| /o/   | ⟨o⟩        |
| /u/   | ⟨u⟩        |

### Consoantes
| Consoante | Ortografia                      |
| --------- | ------------------------------- |
| /p/       | ⟨p⟩ quando [p] ⟨ḿ⟩ quando [pʔᵐ] |
| /t/       | ⟨t⟩ quando [t] ⟨ń⟩ quando [tʔⁿ] |
| /k/       | ⟨k⟩ quando [k] ⟨’⟩ quando [ʔ]   |
| /b/       | ⟨b⟩                             |
| /d/       | ⟨d⟩                             |
| /ʔ/       | ⟨’⟩                             |
| /jʔ/      | ⟨y’⟩                            |
| /kw/      | ⟨kw⟩                            |
| /tʃ/      | ⟨ch⟩                            |
| /β/       | ⟨v⟩                             |
| /s/       | ⟨s⟩                             |
| /h/       | ⟨j⟩                             |
| /ɬ/       | ⟨ɬ⟩                             |
| /m/       | ⟨m⟩                             |
| /n/       | ⟨n⟩ quando [n] ou [η]           |
| /l/       | ⟨l⟩                             |
| /r/       | ⟨r⟩                             |
| /w/       | ⟨w⟩                             |
| /j/       | ⟨y⟩                             |

### Outros Casos
Alguns processos morfológicos podem ser representados ortograficamente, como a cliticização externa (--), a interna (=) e a reduplicação (~). Normalmente, a duração de uma vogal é representada, ao contrário do estresse das palavras.

## Gramática

### Unidades e processos morfológicos
Raízes e Bases. Raízes são morfemas lexicais que têm o potencial de serem os únicos elementos lexicais de uma palavra. As raízes verbais não podem ocorrer independentemente, precisando ser combinadas com outro elemento para formar uma palavra ou com o -’i. Já as raízes nominais podem representar palavras sozinhas, quando possuem duas ou mais sílabas. Já as monossilábicas e algumas dissilábicas precisam ser combinadas com o elemento -’i, reduplicadas ou adicionadas ao sufixo -kwa. Muitas palavras podem possuir mais de uma raiz, como resultado de composição ou incorporação, ou mesmo para a formação de verbos frasais.
Elementos lexicais vinculados. Há um grande número de morfemas vinculados que trazem conteúdos lexicais às palavras em movima. Alguns deles podem ser raízes de substantivos, quando também funcionam como o primeiro elemento lexical de um nome; porém outros não suportam essa característica, precisando ser conectados a outra base. Há, ademais, os casos da formação desses elementos a partir do truncamento de substantivos independentes, e os casos desses possuírem uma caracterização verbal, por indicarem um evento (nesse caso, são mais encontrados em verbos frasais e não admitem um sufixo).
Afixos. Afixos são morfemas gramaticais que criam palavras segundo as regras fonéticas de estresse e alongamento. Sua maioria são sufixos, mas há um prefixo (o marco oblíquo n-), um infixo “real” e dois sufixos que podem funcionar como infixos (-a e -ka). Muitos afixos podem ser reduplicados, e, normalmente, quando combinados, o afixo e a base mantêm seus formatos fonológicos.
Composição. Composição é uma forma muito utilizada em movima. Ela ocorre quando as palavras possuem mais que um elemento lexical, a primeira parte sendo uma raiz (de substantivo, verbo ou adjetivo), e a segunda parte sendo uma raiz ou elemento vinculados ou um substantivo completo. Quando o segundo elemento não possui significado sozinho, a fonologia da palavra é bem evidente. Entretanto, quando os dois elementos possuem significados independentes, o estresse é secundário no primeiro.
Incorporação. A incorporação de substantivos é usada produtivamente em movima, existindo dois tipos: a incorporação de um argumento ou de um modificador. Normalmente, o primeiro caso se dá quando se adiciona a marca de voz direta a um verbo, mas usa-o intransitivamente (in sal-a-ka:na [Eu procuro por comida.]), e o segundo pode aparecer com qualquer marca de voz, podendo ser confundido com adjetivos certas vezes (raɬ-a-pin [Eu rasgo x ao meio.]).
Infixação. Não há um processo real de infixação em movima, mas há duas circunstâncias as quais podem levar a esse processo: quando algumas bases são historicamente complexas e um sufixo pode ser visto como infixo (no caso do -a como marca direta bivalente e -ka como indicador de eventos múltiplos), e quando o <a’> (<ka’> depois de vogais) é marca de irrealis.
Reduplicação. A reduplicação em movima (representada pelo til ~) segue duas regras principais, a primeira é que apenas o elemento inicial ou final de uma base podem ser duplicados e a segunda é que a cópia vem imediatamente antes da fonte. Há quatro casos de reduplicação possíveis:
1. prefixo reduplicação-CV (a~’am-wa [Colocando x em algo.])[43]
2. prefixo reduplicação de segmento bimoraico (H ou LL) (dewa~dewaj-na [Eu vi (isso) bem.])[43]
3. prefixo reduplicação da palavra inicial do pé iâmbico (H, LL, ou LH) (sapa~sapa:to [Ter/ser dono de sapatos.])[43]
4. infixo reduplicação-CV (kas mowi<ma:~>maj [Eu não sou Movima.])[43]

Cliticização. É o processo fonológico que diz respeito, principalmente, aos elementos referenciais. Há três tipos, nomeados por Haude:
1. Interna (=): marca o primeiro argumento transitivo do predicado e o possessor de uma frase nominal. Foneticamente, ela participa do estresse da palavra, encurta uma vogal longa e requer uma vogal anterior, a qual não pode ser longa. Possuem características semelhantes aos sufixos, e podem ocorrer com pronomes, demonstrativos e posse. (dewajna, dewajna=n, dewajna=us [Eu vejo x, tu vês x, ele vê x.]).[44]
2. Externa (--): ao contrário da cliticização interna, a externa se aproxima mais de elementos independentes, não influenciando no estresse da palavra e não necessitando de condições fonológicas especiais. Esse caso não ocorre em frases nominais ou em demonstrativos, apenas em pronomes. (iye:ni--as [(Isso) se move.]; ona-ye:-na--us [Eu o conheço.]).[45]
3. Neutra: esse tipo de cliticização não influi na estrutura prosódica da frase, isto é, o estresse, a duração da vogal ou a estrutura silábica. Ele ocorre com elementos referenciais conectados a vogais porque não podem formar palavras lógicas. (jayna ɬ vel-na os rey kaḿ-piń [Eu olhei para a (parte) quebrada.]; ban jayna ń jo’yaj--iy’ɬi jayna [Mas então nós chegamos.]).[46]

### Substantivos
Substantivos, em movima, expressam conceitos estáveis através do tempo, como nos casos:
a. champa [pedra]
b. ro:ya [casa]
c. pa:ko [cão]
d. kwe:ya [mulher]
e. ko’o [árvore]
f. me:sa [mesa]
g. Leonilda (nome próprio)
Normalmente, um substantivo se encontra em uma frase, acompanhado de um elemento, um artigo, o qual classifica o substantivo em gênero, número e propriedades dêiticas. Assim, os substantivos acima seriam acompanhados:
a. as champa [a/uma pedra]
b. as ro:ya [a/uma casa]
c. as pa:ko [o/um cão]
d. i’nes kwe:ya [a/uma mulher]
e. as ko’o [a/uma árvore]
f. as me:sa [a/uma mesa]
g. i’nes Leonilda [a Leonilda]
Sintaticamente, não há muito como diferenciar verbos e substantivos, pois verbos também podem estar em frases nominais e substantivos aparecem em predicados. Entretanto, uma forma morfológica comum dos substantivos é que eles podem ser formados de apenas uma raiz independente, e a maioria dos verbos não podem.
Substantivos Simples são aqueles formados por apenas uma raiz (wu’tu ‘pote’; delto:ven ‘borboleta’; bito’ ‘pessoa velha’), e costumam ser polissilábicos, mesmo que seja fazendo uso da reduplicação (rul~rul ‘jaguar’; ru:~du ‘córrego/riacho’; no:~no ‘animal doméstico’). Composição faz parte da formação da maioria dos substantivos complexos da língua, com a junção de um substantivo ou outro elemento com uma raiz. Assim, são formados substantivos como:
a. alwamben-mari:ko [sacola de papel]
b. jo’me-m-ba:ri [pé de frango]
c. mulu-risa [de cabelo enrolado]
Entretanto, não há a necessidade do segundo elemento ser um substantivo completo—ele pode ser um elemento vinculado.
a. chujan-di [semente de motacú]
b. chujam-mun [folha de motacú]
c. chujam-mo [noz de motacú]

#### Adjetivos
Em movima, os adjetivos são vistos como uma subclasse dos substantivos, por apresentarem características em comum. Eles formam um grupo grande, e podem representar tamanho, idade, qualidade, estado, temperatura, etc. Haude separa-os em dois grandes grupos: os adjetivos “substantivos”, ou semelhantes aos substantivos, e os adjetivos “verbais”.
A maior diferença entre os grupos é morfológica - os adjetivos substantivos podem ser formados por uma raiz independente, enquanto os verbais são mais complexos.
| Adjetivos substantivos | Adjetivos verbais          |
| ---------------------- | -------------------------- |
| mere’ ‘grande’         | kaw-ra ‘muito’             |
| tochi’ ‘pequeno’       | bey-ra ‘pouco’             |
| bi:jaw ‘velho’         | din-ra ‘duro’              |
| pa:luy ‘frio’          | mol-ra ‘cru/verde (fruto)’ |
| ta:doy ‘doce’          | mes-ra ‘gordo’             |
| ko’loj ‘limpo’         | pola-ra ‘novo’             |
| cho:’es ‘feio/sujo’    | tun-ni ‘preto’             |
| so:roy ‘magro/fino’    | bew-ni ‘maduro’            |
| do:koy ‘bom’           |                            |
| ya:yu’ ‘bem, saudável’ |                            |

Sintaticamente, os adjetivos normalmente se encontram na seção predical da frase (pa:luy is bari=sne ‘Seus pés estão frios’), mas podem aparecer em frases nominais, nesse caso referindo-se a uma entidade à qual a qualidade é atribuída (kilno’o=s tochi’i ‘Aquela pequena [mulher/garota] [se afastando]’).

### Verbos
Os verbos, opondo-se aos substantivos, propõem conceitos não estáveis através do tempo. Assim, são verbos típicos:
a. ja:yi ‘correr’
b. o’~o’ ‘cair’
c. de<ja:~>jal ‘cozinhar’
d. e’-na ‘Eu chuto x’
e. leve:-na ‘Eu espanto x’
Eles normalmente se encontram na parte do predicado da frase, isto é, usualmente no começo e desacompanhados de artigos (de<ja:~>jal i’nes kwe:ya ‘A mulher cozinha’; leve:-na is jo’me ‘Eu espanto os pássaros’). Entretanto, os verbos também podem participar de frases nominais, ao serem acompanhados de certos artigos, caracterizando um substantivo (kinos de<ja:~>jal ‘A mulher que cozinha’; kis leve:-na ‘Os que espanto’).
Os verbos normalmente são complexos morfologicamente, sendo formados de dois ou mais elementos, mas essa não é uma característica definitiva da classe. O que os classifica e diferencia de substantivos é a impossibilidade de se ligarem a morfemas nominais, sendo produtivamente ligados a morfemas verbais, como:
a. -wa (ação/nominalização do estado)
b. -pa (nominalização do agente)
c. -poj (causativo)
d. -kwa (benéfico)
e. -kaɬ (imediativo/impossibilitivo)
f. -u’~-ay’ (intensivo)
O núcleo de um verbo em movima é a raiz, com uma valência inerente a ela, além de uma marca de voz. Os mais complexos ainda possuem mais elementos modificadores com valência própria, e suas marcas de voz. As marcas de voz são, no geral, o que determinam os valores semânticos dos argumentos verbais, se aproximando das vozes ativa e passiva no português. As marcas básicas são:
| Marca  | Indicação              | Exemplo de uso                             | Tradução                                       |
| ------ | ---------------------- | ------------------------------------------ | ---------------------------------------------- |
| -a/-na | direto                 | kay-a:-poj rim-eɬ-na                       | Eu alimento x. Eu compro x.                    |
| -kay   | inverso                | joy choy rey jayna pa-choɬ-kay-a=y’ɬi--kas | O jaguar provavelmente estava nos olhando.     |
| -eɬe   | agente                 | ja:yaw sit-e:ɬe os ma:kina                 | A máquina costurava bem.                       |
| -cheɬ  | reflexivo/recíproco    | dumme:-cheɬ ban jayna don-cheɬ--is         | Encontrar um ao outro. Mas eles já se odiavam. |
| -ki    | imperativo             | us-ki jay’ chi:-ki n-as as-na              | Se afaste. Saia da minha casa.                 |
| -∅/-‘i | resultativo, sem marca | i’ko yey-’i                                | Isso é desejado/exigido.                       |

Alguns verbos não admitem uma marca de voz, como os monovalentes e alguns pseudo-verbos bivalentes (jankwa ‘falar’ e jampa ‘fazer’).

#### Classes das raízes verbais
Uma raiz pode ser bivalente, monovalente, média ou instável. As bivalentes, classe mais abrangente, são as raízes que denotam dois participantes de uma ação, um agente e um receptor (sal- ‘procurar’; loj- ‘lavar’). As monovalentes são aquelas que denotam apenas um participante da ação, e a maioria das raízes demonstram uma posição ou movimento (joy- ‘ir’; as- ‘sentar’). As médias possuem características das duas classes anteriores, e ocorrem normalmente com uma afixo ou reduplicação (kel- ‘abrir’; kamay- ‘gritar’). As instáveis são aquelas raízes que podem pertencer a mais de uma classe, dependendo de seu argumento (bat- ‘colocar’; us- ‘afastar’).

#### Definição de tempo/modo/aspecto
As raízes verbais em movima não possuem diferenciação ou conjugação. O que estabelece isso são as partículas usadas nos predicados verbais ou frases nominais, os morfemas conectados aos verbos, os pronomes e outros elementos que se ligam a essa classe morfológica ou são utilizadas livremente em sentenças.
a. bo joy tivij-ni kos ba<kwa~>kwa=kus tami:-ba [Porque eu acho/eu chuto que o bebê tinha dor de cabeça.] (Aqui, a partícula joy faz com que a frase seja especulativa.)
b. n-os kwil bayɬim-a=y’ɬi rey mo: maj<a’><ni:~>ni [Em nosso (primeiro) campo, tempos atrás, eu ainda não tinha filhos.] (Aqui, a partícula kwil indica que o predicado ocorreu em um passado remoto, distante.)
c. ji:sa-na=y’ɬi is wa:ka-wandi n-os choń lo:los [(Quando nós brincávamos) sempre construíamos currais no quintal.] (Aqui, a partícula choń indica que o evento é habitual, recorrente, mesmo que no passado.)

### Pronomes
Em movima, não há exatamente pronomes como pode ser visto no português ou no inglês, mas há elementos referenciais que denotam os participantes da fala (1ª e 2ª pessoas) e a terceira pessoa.

#### Primeira e segunda pessoas
As duas pessoas da fala podem ser representadas por pronomes livres, pronomes vinculados proclíticos e pronomes vinculados enclíticos. Desses últimos, há uma diferença quando se quer representar o possessor e o primeiro argumento e quando se quer representar o argumento absolutivo (intransitivo).
|                     | Pronome livre | Conjunto 1     | Conjunto 1 | Conjunto 2     | Conjunto 2 |
| proclítico          | Pronome livre | enclítico int. | proclítico | enclítico ext. |            |
| ------------------- | ------------- | -------------- | ---------- | -------------- | ---------- |
| 1ª pessoa singular  | inɬa          | (i)ɬ           |            | (i)ń           |            |
| 1ª pessoa inclusiva | i:de          | (i)ɬ           | =n         | (i)ɬ           |            |
| 1ª pessoa plural    | iy’ɬi         | (i)ɬ           | =y'ɬi      | (i)ń           | --(i)y’ɬi  |
| 2ª pessoa singular  | ulkwań        |                | =n         | (i)j           |            |
| 2ª pessoa plural    | iy’bikweɬ     |                | =nkweɬ     | (i)j           | --(i)y’bi  |

Enquanto os pronomes enclíticos precisam ser encliticizados (interna ou externamente), os proclíticos normalmente vêm diretamente antes do seu anfitrião sintático.
a. kwey iɬ peɬ-a:-cho [Eu acabei de rasgar x.]
b. joro:-kwa--y’iɬ [Nós dormimos.]
c. jayna rey ij das-a:-mo [Então de novo você corta/apara.]

#### Terceira pessoa
Já para a terceira pessoa, não há marcadores proclíticos nem distinção morfológica entre os argumentos (a diferença é feita por cliticização interna ou externa). Todavia, características sobre a terceira pessoa podem ser codificadas por esses pronomes, como gênero, número e presença ou ausência.
|                    | Presente  | Presente | Ausente   | Ausente |
| livre              | enclítico | livre    | enclítico |         |
| ------------------ | --------- | -------- | --------- | ------- |
| masculino singular | u’ko      | u’, u    | usko      | us      |
| feminino singular  | i’ne      | (i)’ne   | isne      | (i)sne  |
| neutro singular    | a’ko      | a’, a    | asko      | as      |
| plural             | i’ko      | i’, i    | isko      | is      |

Os pronomes livres são usados, geralmente, para topicalização ou foco. Os enclíticos são conectados a uma palavra com conteúdo (verbo ou substantivo) por cliticização.
a. ban i’ne kwey jampa, kas inła-ni-wa kwey jampa, bo i’ne [Mas foi culpa dela, não foi minha culpa, foi dela.]
b. iń-na=is is sinkwenta-waki:ya [Eles juntaram cinquenta bezerros.]
c. joy-a-ɬe=u [Ele (presente) leva x consigo.]

#### Demonstrativos
Em movima, um demonstrativo pode funcionar como um pronome, predicado, ou determinante dentro de um sintagma nominal.
|                       |                                    |                                    | masculino | feminino  | neutro  | plural  |
| --------------------- | ---------------------------------- | ---------------------------------- | --------- | --------- | ------- | ------- |
| Orientado pela pessoa | perto do emissor                   | perto do emissor                   | u:(ru)    | i:(ni)    | ay(ru)  | i:(ri)  |
| Orientado pela pessoa | perto do receptor                  | perto do receptor                  | kul(ru)   | kil(ni)   | kal(ru) | kil(ri) |
| Posicional            | permanente no chão                 | próximo                            | kure’     | kine’     | kore’   | kire’   |
| Posicional            | permanente no chão                 | distante                           | kulre’    | kilne’    | kolre’  | kilre’  |
| Posicional            | não-permanente no chão             | próximo                            | kude:     | kinede:   | kode:   | kide:   |
| Posicional            | não-permanente no chão             | distante                           | kulde:    | kilnede:  | kolde:  | kilde:  |
| Posicional            | elevado                            | próximo                            | kuwa      | kiniwa    | kowa    | kiwa    |
| Posicional            | elevado distante ou outro          | elevado distante ou outro          | kulwa     | kilniwa   | kolwa   | kilwa   |
| Posicional            | posse temporária                   | próximo                            | kupa      | kinipa    | kop     | kipa    |
| Posicional            | posse temporária                   | distante                           | kulpa     | kilnipa   | kolpa   | kilpa   |
| Posicional            | em movimento na direção do emissor | em movimento na direção do emissor | kula’wa   | kila’niwa | kola’wa | kila’wa |
| Posicional            | em movimento oposto ao emissor     | em movimento oposto ao emissor     | kulro’    | kilno’    | kolro’  | kilro’  |
| Ausente               | não-passado                        | não-passado                        | kuro’     | kino’     | koro’   | kiro’   |
| Ausente               | passado                            | passado                            | uso’      | isno’     | oso’    | iso’    |

Alguns exemplos de frases que contêm demonstrativos:
a. kilni kilni da’ de:-cheɬ n-as mo<si~>si=n, kas dewaj-ná=n--i’ne [Ela está aí atrás de você, não a vê?]
b. i:ni=s ulchaɬ jema’ jayna la’ iń [Essa nora, eu já tive discussões com ela.]
c. kore’ en-ɬa:baɬ as bote:liya [A garrafa está (em pé) no chão.]
d. kowa as mi:chi n-as wanko [O gato está deitado no banco.] (Visto de longe)
e. jayna kipa=s majniwa=as manka [Agora a mangueira tem frutos.]
f. kilde: is ko’ [A lenha está logo ali.]
g. che kolwa rey jayna tivij-ni daya’a [E agora (minha perna) dói de novo.] (Sensação)
h. kulro’ en-cheɬ nosde: n-as chora:da [Ele está indo para lá para ficar (de pé) na rua.]
i. jela, jankwa, ɬań kila’wa=s juyeni [Venha, eu disse. Olhe, há pessoas vindo.]
j. koro’ ney n-as chodowi=as de:-na [(Algo) está aqui debaixo da cama.] (Não-visível)
k. oso’o ɬ dewaj-na bań-sasa:-neɬ [Eu vi (algo) em cima da mesa.] (Não está mais lá)
l. [...] di’ joy kiro’ ite’ni kabo di’ joy iso’ kayni [(Você quer ver) se eles estão vivos ou se morreram.]

### Partículas, advérbios e modais
Há outras classes de palavras em movima, usadas para um entendimento semântico efetivo do idioma, conexão entre sentenças e aspectos da fala.
As partículas de combinação de sentenças podem ser usadas no começo de sentenças ou no meio. Segue uma lista de exemplos de partículas conjuntivas, que combinam sentenças.
| Partícula | Possível tradução   | Indica           | Exemplo de uso                                                      | Tradução                                                      |
| --------- | ------------------- | ---------------- | ------------------------------------------------------------------- | ------------------------------------------------------------- |
| che       | e                   | adição           | che isne chi:~chi n-os chora:da, chus-waj-kay n-os joy-na           | E ela saiu na rua e me mostrou aonde ir.                      |
| kabo      | ou                  | alternativa      | mas-ti as as-wa=n, kabo ij áj-ɬabaɬ                                 | Estapeie seu cavalo! Ou você está a pé?                       |
| ban       | mas                 | contraste        | yey-na is maropa, ban kas rey miri’-na:-wa os daj-kwa-n-wa          | Eu queria as papaias, mas não me atrevi a perguntar.          |
| bo        | porque              | justificativa    | kas nokowa dejal-wa, jankwa=sne, bo kas koro’-ni-wa kos wa:ka-to:da | Não cozinharei hoje, porque não tem carne.                    |
| di'       | se                  | condição, dúvida | kiro' kis júyeni di' ja' kayni n-as maw-'i                          | Existem pessoas que simplesmente morrem de fome?              |
| wa:       | mesmo que           | concessão        | wa: rey di’ iń tera:ni, ban jayna iń tijka:rim                      | Mesmo que esteja doente, eu trabalho.                         |
| jan       | por causa, em razão | consequência     | bo jan n-os jisa-na-na=is enona=y’i os kwarto-kongre:so             | Por essa razão nossas autoridades tiveram o quarto congresso. |
| o:be      | tipo, como          | exemplificação   | bi:jaw isne o:be inɬa                                               | Ela é velha, como eu.                                         |

Há também aquelas que representam tempo e aspecto de um predicado. São exemplos:
| Partícula | Possível tradução    | Indica                       | Exemplo de uso                                                                 | Tradução                                                                                   |
| --------- | -------------------- | ---------------------------- | ------------------------------------------------------------------------------ | ------------------------------------------------------------------------------------------ |
| kwey(ka)  |                      | passado imediato             | jo’mi jo’yaj--i’ choy rey, bo kwey chi:~chi--i                                 | Eles devem ter acabado de chegar, pois haviam saído (mais cedo).                           |
| la'       |                      | último evento ocorrido       | jo’yaj--us n-os la’ walaylo                                                    | Ele chegou ontem de tarde.                                                                 |
| kwil      |                      | passado distante             | joy-a-ɬe=sne che um-a-ra=sne o:be os jampa=n kwil ulkwań                       | Ela as levou (as fotos) consigo e vai mandá-las, do mesmo modo que você fez naquela época. |
| nokowa    | agora                | presente                     | jayna nokowa, jayna nokowa don-e jayna nokowa chi:~chi as tami:-ba, jankwa=sne | Agora mesmo, agora mesmo vai nascer, agora mesmo o bebê vai sair!—ela disse.               |
| jayna     |                      | descontinuidade              | rey ney jayna kas pawa-n-eɬ-wa=‘ne                                             | Agora ela não pode mais ouvir.                                                             |
| po:ra(ka) | brevemente           | modo                         | jayna rey aj<te:>tej--iy’ɬi po:ra                                              | Então descansamos um pouco.                                                                |
| jo'mi     | recentemente, apenas | passado próximo              | n-os jo’mi jayna tolkos<ya:~>ya                                                | ...quando eu era apenas uma garota.                                                        |
| yaɬe(ka)  | logo, então          | futuro imediato              | n-os de:-wa, ya’ɬe iń jowo:-kwa che iń jowo:-kwa                               | Quando me deitei, logo tossi e tossi.                                                      |
| choń      |                      | hábito                       | ban choń joy-cheɬ--iy’ɬi n-as vayeɬ-wa=y’ɬi                                    | Mas sempre vamos e cuidamos (dela).                                                        |
| pajas     | de passagem          | passagem, espontâneo         | loy pajas iɬ ken<a:>pa us Eligardo n-as soń-joy-na:-wa n-as lasdós             | De passagem direi a Eligardo que irei para outro lugar às duas horas.                      |
| jemes     | continuamente        | continuidade                 | jemes ja’ ji<wa~>wa is enferme:ra n-os de:-na                                  | As enfermeiras só vinham para minha cama toda hora.                                        |
| di:ra(n)  | pelo menos, ainda    | estado não mudado            | di:ra kino’ ite’-ni kinos ma’a                                                 | Minha mãe ainda está viva.                                                                 |
| rey(ka)   | de novo              | repetição                    | waj-’i reyka, waj-’i                                                           | Precisa ser capinado novamente, precisa ser capinado.                                      |
| tela      | quase                | quase acontecimento          | tela pel-ba-ne:ɬe is ja:vo                                                     | O sabão (na panela) quase transbordou.                                                     |
| ena'      |                      | duradouro em pé              | dewaj-na iɬna, ena’ en-cheɬ, ena’ vel-na isne                                  | Eu (a) vi, (eu) estava em pé, eu estava a olhando.                                         |
| da(ya)'   |                      | duradouro sentado ou deitado | jayna da’ de:-cheɬ                                                             | Eu já estava descansando.                                                                  |
| bu'ka     |                      | duradouro em movimento       | jayna buka’ in joy-che--iy’ɬi joy-cheɬ--iy’ɬi                                  | Então estávamos indo, indo.                                                                |

Há as partículas modais e epistêmicas:
| Partícula | Possível tradução     | Indica                  | Exemplo de uso                                                         | Tradução                                                                                           |
| --------- | --------------------- | ----------------------- | ---------------------------------------------------------------------- | -------------------------------------------------------------------------------------------------- |
| rey       | novamente, obviamente | conhecimento comum      | oso’-ni-wa os rey to:mi di’ ya:lo:we--y’ɬi                             | Não havia água para nós bebermos, sabe.                                                            |
| loy       |                       | intenção                | ona loy pa’-na kis pul-a-cho:-pa                                       | Vamos ver, vou contar as moças da limpeza.                                                         |
| joy(ka)   |                       | especulação             | joy kas ji<wa:~>wa--sne, jankwa, bo jilo’-ni--a, jankwa                | Talvez/Eu acho que ela não veio porque está frio, eu disse.                                        |
| choy      | certamente            | certeza                 | joy choy sul-ɬe is mońlo:to n-as risa<kwa:~>kwa                        | Meus brincos devem ter se enroscado no meu cabelo (porque perdi um).                               |
| di'       |                       | hipótese                | che di’ rey ta:ra--’nes mora’a, ta:ra--’ne                             | E então (provavelmente) a maldita (criança) acordou, ela acordou.                                  |
| dis       |                       | opção, vontade          | ma’a che pa’a diyos di:ra dis iń jayaw-lo:maj n-as bayɬim, n-as wul-na | Minha mãe e meu pai Deus, que eu possa pelo menos me sair bem com meu campo, com minhas colheitas. |
| disoy     |                       | contrafactualidade      | disoy kayni ɬań bo je:ni ɬań                                           | Ela poderia ter morrido porque estava muito mal, eles dizem (mas não morreu).                      |
| didi'     |                       | frustração, impedimento | didi’ joy-a-ɬe=is--kisne jayna ospi:tal ban isne kas joy-baycho--sne   | Eles queria levá-la ao hospital, mas ela não queria ir.                                            |
| kwaj      |                       | ênfase                  | ay, kwaj kas joro-wa=‘ne jankwa=‘ne beyka                              | Ai, ela não dormiu nada, ela diz, tadinha.                                                         |
| tojeɬ     | minha nossa, que pena | ênfase, expressividade  | a’ko mere’ tojeɬ chon-lo:maj iɬ tivij-poj-kay                          | Isso é mesmo o que me causa muita dor, meu deus.                                                   |
| ja'       | apenas                | singularidade           | ja’ as kalye ja’a os joro-na=sne                                       | Apenas a rua era onde ela costumava dormir.                                                        |
| ɬań       | sabe                  | evidência, rumor        | is bijaw-anti:wo, jankwa=i ɬań isko ku:-ba:kwa                         | Os antigos ancestrais, dizem que tinham cabeças longas.                                            |

Existem também as partículas negativas:
| Partícula | Possível tradução                            | Requer                             | Exemplo de uso                                               | Tradução                                                                              |
| --------- | -------------------------------------------- | ---------------------------------- | ------------------------------------------------------------ | ------------------------------------------------------------------------------------- |
| kas       | não                                          | predicado nominalizado ou negativo | jelew-’im, kas pa<ya~>yak-a=as                               | Era uma noite clara, não estava escuro.                                               |
| loy       | não (em sentenças subordinadas ou relativas) | nominalização (parcial)            | koro’ kos ropaje=kinos ma:mi di’ loy yey-na=sne              | Ali está a tela de mosquito da mamãe, a qual ela não gosta.                           |
| mo:       | ainda não                                    | nominalização parcial              | che usko kuro’ mo: joyaj-wa, jankwa, bo mo: joyaj-wa--us     | E ele ainda não chegou, eu disse, porque ele ainda não havia chegado.                 |
| ka'       | não (proibição)                              | nominalização parcial              | ka’ rey kwale:-wa bo j salmo                                 | Não se perca, você volte aqui.                                                        |
| ka:       | para que não (prevenção)                     | sentença adverbial                 | day-a-ra=n no-kowa ban taw-ka-ra-na=n ka: n-as ba:-les-wa=is | Você coloca (as nozes) lá (nas brasas), mas mexe repetidamente, para que não queimem. |

E algumas interjeições:
| Partícula | Possível tradução | Exemplo de uso                                                   | Tradução                                            |
| --------- | ----------------- | ---------------------------------------------------------------- | --------------------------------------------------- |
| jo:jo'    | sim               | jo:jo’o, ban rey jankwa n-usko no-kos choy rey didi’ joy-wa=y’ɬi | Sim, mas eu disse a ele que nós queríamos muito ir. |
| ka:'i     | não               | ka:’i, bo ja’ tavoj-di--as                                       | Não, só é (uma casa) branca.                        |
| chu'      | pare              | chu’ na-kal bo po~poy-kwa                                        | Pare com isso, é um animal.                         |

Outros exemplos incluem a partícula de preenchimento eney (que funciona como um ‘ah’ ou ‘é’ no meio de falas) e a partícula de foco kaw (ou kwey).
| Partícula | Possível tradução | Representa    | Exemplo de uso | Tradução |
| --------- | ----------------- | ------------- | --- | --- |
| eney      | é, er, ah, an     | preenchimento | jayna ya’ɬe bań-na=is ɬań is eney, lawajes-a=sne di’ ney, eney, ima’kwa as eney, ka: n-os kayni-wa=sne, di’ ja:yaw n-is laḿ-wankwa n-is mimi:di, bań-’i joy choy rey, éɬeɬa=is kis eney lawa:jes di’ bań-na=is, anteteta:nika di’ peń-na=i | Então imediatamente eles colocaram, eles dizem, que, an, o remédio dela que, an, atrapalha, er, para que ela não morresse, o que é bom para picadas de cobra, você provavelmente tem que colocar, o que é chamado, esse, an, remédio que eles colocam nela (na picada), “vacinação antitetânica” é o que eles a chamam |
| kaw       |                   | foco          | isos wa:ka [...] kas rey tan-loto:-weɬ bo kas rey oso’-ni-wa=os kaw rey no:no n-isko | As vacas não tinham orelhas cortadas pois não tinham dono |

### Sentença básica
Uma sentença em movima consiste, minimamente, em um predicado. Dependendo da valência, pode haver um ou até dois argumentos frasais, que podem ser frases nominais, pronomes, etc. A estrutura básica de uma frase na terceira pessoa segue:
a. intransitiva: PREDIICADOonovalente (ARGUMENTOintransitivo)
b. transitiva: PREDICADObivalente=ARGUMENTO 1 (ARGUMENTO 2)
Assim, o predicado está localizado no início da sentença, e estabelece quantos participantes estão envolvidos na ação, os quais são chamados de argumentos. Em uma sentença transitiva, o primeiro argumento é obrigatório e conectado ao predicado por cliticização interna. O argumento intransitivo e o segundo argumento não são obrigatórios. O predicado, normalmente, consiste em um verbo, e os argumentos são frases nominais ou pronomes, como pode ser observado nos dois casos:
a. che joy-cheɬ an is kompanyera=sne [E aparentemente seus amigos foram [para lá].]
b. joy-cheɬ--is [Eles foram.]
Mais alguns exemplos podem ser observados:
a. che man<a>ye=is pa:ko os rulrul [E os cachorros encontraram o/um jaguar.]
b. jayna yey-na=sne kos fo:to=sne [Então ela queria sua foto.] (uma foto de si mesma)
c. jiwa-ɬe-na=‘ne, yo’-na=‘ne as jo’me, jiwa-ɬe-na=‘ne--ka’ ney [Ela o trouxe, ela pegou o frango e o trouxe aqui.]
O movima possui um sistema de alinhamento hierárquico. A ordem das palavras é fixa em uma sentença, determinada semanticamente: em uma oração transitiva, o participante mais acima na hierarquia de animação será o primeiro argumento principal(ARGUMENTO 1), e o mais baixo será o segundo argumento (ARGUMENTO 2). Essa hierarquia obedece a seguinte ordem:
1ª pessoa do singular > 1ª pessoa inclusiva > 2ª pessoa do singular > 2ª pessoa do plural > 3ª pessoa humana > 3ª pessoa não-humana
Assim, em um verbo com dois argumentos, o primeiro seria o que se encontra mais ao início desse esquema.
Uma oração relativa é introduzida pela partícula di', seguindo a frase nominal que é relativizada.
a. ju:-kay-a=y’ɬi is bito’ di’ nonok-a=y’ɬi [Nossos velhos avós nos repreenderam.]
b. che usko jayna, eney, ji:sa-na=us os nego:siyo n-is juyeni di’ ita:na’ di’ ri:ko buka’ [E ele negociou com gente branca, rica.]
Em frases subordinadas, o predicado é transformado em um substantivo de ação, formando parte de uma frase nominal.
a. n-os sal-na:-wa [Quando procurei por x.]
b. n-os tolkos<ya:~>ya [Quando era uma garota.]
Há a possibilidade de séries de construções verbais em movima. Um exemplo é a junção do verbo joycheɬ (‘ir’) com outro verbo, para sinalizar uma ação ocorrendo em outro local, ou uma ação distante da situação de fala.
a. kus Ti:to kuro’ joy-cheɬ vaye:ɬe [Tito já foi dar uma olhada.]
b. loy in joy-cheɬ jiwa-ɬe:-na kos do’ewa:noj [Eu vou ir e trazer o pano.]

#### Perguntas
Em movima, as perguntas são marcadas por entonação, principalmente as com resposta sim/não. Nesse caso, a sílaba antepenúltima carrega estresse e um tom mais agudo, mas quando a penúltima sílaba é pesada (fechada ou longa), o estresse e o agudo recaem sobre ela. Em perguntas com conteúdo, a primeira sílaba tende a ter um tom mais agudo, que vai diminuindo. Há a possibilidade de inserir marcas de pergunta (naya’, jan-ne, éɬeɬ, etc.), mas elas não são necessárias para um entendimento efetivo da fala.
Com marca:
a. jan-ne=kinos de<ja:~>jal [Quem (deles) foi o que cozinhou?]
b. che naya’ kos beń‘i dis en-na=is [E onde é a terra onde eles (o rebanho) vai ficar?]
Sem marca:
a. yá:yu’ [Você está bem?]
b. jóy-na=n [Onde está indo?]
c. bísapa=n [O que está fazendo?]

#### Negação
Em sentenças negativas normais, o predicado é precedido pela partícula negativa kas.
a. bo rey choy jayna kas joro-wa=n [Porque você provavelmente não irá mais dormir.]
b. jayna kas u~’us-wa=as as ra:da [Ele/ela não empurrou mais a porta.]
c. ban kas cha’~cha’-wa is wa:ka [Mas as vacas não me feriram.]
Esse formato também pode ser usado para foco por contraste:
a. ban i’ne kwey jampa, kas inɬa-ni-wa kwey jampa, bo i’ne [Mas foi culpa dela, não foi minha culpa, foi dela.]
Todavia, essa partícula pode ser deixada de lado quanto a negação é entendida pelo contexto.
a. pola<ka’>ta rey [Eu não tenho dinheiro, você sabe.] (Aqui, o <ka’> demonstra irrealidade)
b. yey-na-wa=n as joy-wa=n jankwa=u n-ina [Você não quer ir?, ele me disse.] (Aqui, o -wa denota negação)
Em negações de sentenças relativas ou subordinadas, a partícula usada para negação é o loy.
a. jo’yaj kos juyeni di’ loy ona-ye-na=i [Uma pessoa a qual eles não conhecem chega.]

## Vocabulário

### Números
Números pequenos, de 1 a 4, além de outros quantificadores, em movima, recebem nomes diferenciados. Enquanto isso, é notável uma influência espanhola em números maiores, aproximando-os da classe de adjetivos substantivos, o que pode ser visto a seguir:
| Movima   | Algarismo |
| -------- | --------- |
| sota’-ra | 1         |
| oy-ra    | 2         |
| tas-ra   | 3         |
| oyka:-ra | 4         |
| sinko    | 5         |
| seys     | 6         |
| siye:te  | 7         |
| o:cho    | 8         |

### Cores
| Movima  | Português |
| ------- | --------- |
| ra:pal  | vermelho  |
| se:rej  | amarelo   |
| balo:si | rosa      |
| su:vuj  | azul      |
| ta:voj  | branco    |
| no’na   | verde     |
| tu:vus  | cinza     |
| tun-ni  | preto     |

### Partes corporais
Há quatro categorias principais de partes corporais em movima, diferenciadas gramaticalmente ou semanticamente. Sua separação não é certeira, visto que muitas são de classes morfológicas diferentes.

#### Simples
| Movima   | Português         |
| -------- | ----------------- |
| ba:chi'  | meu nariz         |
| ba:ri    | meu pé            |
| ba:run   | meu cotovelo      |
| be:ra    | minha testa       |
| bo:sa    | meu braço         |
| china:mo | meu joelho        |
| cho:ra   | meu olho          |
| chodo:wi | meu estômago      |
| di:noj   | minha coxa        |
| dimpa    | meu dedo          |
| dimpoj   | meu dedo do pé    |
| dinɬa    | minha mandíbula   |
| dinsi    | minhas nádegas    |
| do'lala  | meu ombro         |
| soyɬa    | meu dente frontal |
| vi:chi   | minha clavícula   |
| wo:ro'   | minha garganta    |
| torindi  | rins              |

#### Por reduplicação
| Movima         | Português     |
| -------------- | ------------- |
| kwi~<kwi:~>kwi | minha cintura |
| lo<to:~>to     | minha orelha  |
| du~<du:~>du’   | minhas costas |
| lo<ba:~>ba     | meu corpo     |

| Movima        | Português  |
| ------------- | ---------- |
| torin<di:~>di | meus rins  |
| chon<do:~>do  | meu fígado |

#### Finalizadas em-kwa
| Movima    | Português  |
| --------- | ---------- |
| chiraskwa | intestinos |
| meskwa    | gordura    |
| mosi:kwa  | lombar     |
| tobenkwa  | pele       |
| vebeskwa  | costela    |
| ba:kwa    | cabeça     |

| Movima      | Português |
| ----------- | --------- |
| ru-kwa      | língua    |
| dinoj-kwa   | perna     |
| chora-n-kwa | olho      |
| kwinto:-kwa | bochecha  |
| ris-kwi     | canela    |
| woro’-kwa   | pescoço   |

#### Finalizadas em-i
| Movima       | Português    |
| ------------ | ------------ |
| don'i        | sangue       |
| don<‘i:~>‘i  | meu sangue   |
| nun'i        | osso         |
| nun<‘i~>‘i   | meu osso     |
| (dam’i)      | (piolho)     |
| (dam<‘i:>‘i) | (meu piolho) |

| Movima     | Português     |
| ---------- | ------------- |
| ruɬ-’i     | minha língua  |
| ru:ɬ-a=n   | tua língua    |
| (eɬ-’i)    | (meu nome)    |
| (e:ɬ-a=n)  | (teu nome)    |
| ris-’i     | meu tornozelo |
| ri:s-a=n   | teu tornozelo |
| kwa-n-’i   | minha boca    |
| kwa:-n-a=n | tua boca      |
| chaj-’i    | meus seios    |
| cha:j-a=n  | teus seios    |
| tey-’i     | meu pênis     |
| te:y-a=n   | teu pênis     |

## Menções
- O movima é uma língua ressaltada no projeto Endangered Languages Project.